# Verbascum heterobarbatum
Verbascum heterobarbatum är en flenörtsväxtart som beskrevs av Hub.-mor.. Verbascum heterobarbatum ingår i släktet kungsljus, och familjen flenörtsväxter. Inga underarter finns listade i Catalogue of Life.